# 인천광역시의 초등학교 목록
다음은 인천광역시의 초등학교 목록이다. 아래 목록은 찾기의 편의를 위하여 공통적으로 '인천'으로 시작하는 학교는 '인천'을 생략하였고, 그 다음 글자로 정렬의 대상으로 삼았다.

## 가
가림초등학교 · 
가석초등학교 · 
가정초등학교 · 
가좌초등학교 · 
가현초등학교 · 
간석초등학교 · 
간재울초등학교 · 
갈산초등학교 · 
갈월초등학교 · 
갑룡초등학교 · 
강화초등학교 · 
개흥초등학교 · 
건지초등학교 · 
검단초등학교 · 
검암초등학교 · 
경서초등학교 · 
경원초등학교 · 
경인교육대학교 부설초등학교 · 
계산초등학교 · 
계양초등학교 · 
계양초등학교 상야분교 · 
고잔초등학교 · 
공항초등학교 · 
공항초등학교 신도분교 · 
관교초등학교 · 
교동초등학교 · 
교동초등학교 지석분교 · 
구산초등학교 · 
구월서초등학교 · 
구월초등학교 · 
굴포초등학교 · 
귤현초등학교 · 
금곡초등학교 · 
금마초등학교 · 
길상초등학교 · 
길주초등학교

## 나
난정초등학교 · 
남동초등학교 · 
남부초등학교 · 
남부초등학교 이작분교 · 
남촌초등학교 · 
내가초등학교 · 
논곡초등학교 · 
논현초등학교 · 
능내초등학교 · 
능허대초등학교

## 다
단봉초등학교 · 
담방초등학교 · 
당산초등학교 · 
당하초등학교 · 
대월초등학교 · 
대정초등학교 · 
대청초등학교 · 
대청초등학교 소청분교 · 
대화초등학교 · 
덕적초등학교 · 
도림초등학교 · 
도화초등학교 · 
동막초등학교 · 
동명초등학교 · 
동방초등학교 · 
동부초등학교 · 
동수초등학교 · 
동암초등학교 · 
동춘초등학교

## 마
마곡초등학교 · 
마장초등학교 · 
마전초등학교 · 
만석초등학교 · 
만수북초등학교 · 
만수초등학교 · 
만월초등학교 · 
먼우금초등학교 · 
명신초등학교 · 
명현초등학교 · 
목향초등학교 · 
문남초등학교 · 
문학초등학교 · 
미산초등학교
 · 명선초등학교

## 바
박문초등학교 · 
발산초등학교 · 
백령초등학교 · 
백석초등학교 · 
백운초등학교 · 
백학초등학교 · 
병방초등학교 · 
봉수초등학교 · 
봉화초등학교 · 
부개서초등학교 · 
부개초등학교 · 
부곡초등학교 · 
부광초등학교 · 
부내초등학교 · 
부마초등학교 · 
부원초등학교 · 
부일초등학교 · 
부평남초등학교 · 
부평동초등학교 · 
부평북초등학교 · 
부평서초등학교 · 
부평초등학교 · 
부현동초등학교 · 
부현초등학교 · 
부흥초등학교 · 
북포초등학교 · 
불로초등학교 · 
불은초등학교
 • 
별빛초등학교

## 사
사리울초등학교 · 
산곡남초등학교 · 
산곡북초등학교 · 
산곡초등학교 · 
삼목초등학교 · 
삼목초등학교 장봉분교 ·  삼산초등학교 (강화군) ·  삼산초등학교 (부평구) · 
삼성초등학교 · 
상아초등학교 · 
상인천초등학교 · 
상정초등학교 · 
새말초등학교 · 
서곶초등학교 · 
서도초등학교 · 
서도초등학교 볼음분교 · 
서림초등학교 · 
서면초등학교 · 
서운초등학교 · 
서창초등학교 · 
서화초등학교 · 
서흥초등학교 · 
석남서초등학교 · 
석남초등학교 · 
석암초등학교 · 
석정초등학교 · 
석천초등학교 · 
선원초등학교 · 
선학초등학교 · 
성리초등학교 · 
성지초등학교 · 
소래초등학교 · 
소양초등학교 · 
송도초등학교 · 
송림초등학교 · 
송월초등학교 · 
송천초등학교 · 
송해초등학교 · 
송현초등학교 · 
숭의초등학교 · 
승학초등학교 · 
신광초등학교 · 
신대초등학교 · 
신석초등학교 · 
신선초등학교 · 
신송초등학교 · 
신월초등학교 · 
신정초등학교 · 
신촌초등학교 · 
신현북초등학교 · 
신현초등학교 · 
신흥초등학교 · 
심곡초등학교 · 
십정초등학교
송명초등학교

## 아
안남초등학교 · 
안산초등학교 · 
약산초등학교 · 
양도초등학교 · 
양사초등학교 · 
양지초등학교 · 
양촌초등학교 · 
연성초등학교 · 
연수초등학교 · 
연안초등학교 · 
연평초등학교 · 
연학초등학교 · 
연화초등학교 · 
영선초등학교 · 
영종초등학교 · 
영종초등학교 금산분교 · 
영화초등학교 · 
영흥초등학교 · 
영흥초등학교 선재분교 · 
옥련초등학교 · 
완정초등학교 · 
왕길초등학교 · 
용마초등학교 · 
용유초등학교 · 
용유초등학교 무의분교 · 
용일초등학교 · 
용정초등학교 · 
용현남초등학교 · 
용현남초등학교 자월분교 · 
용현초등학교 · 
운남초등학교 · 
운서초등학교 · 
원당초등학교 · 
원동초등학교 · 
은봉초등학교 · 
은지초등학교 · 
인동초등학교 · 
인성초등학교 · 
인수초등학교 · 
인주초등학교 · 
일신초등학교

## 자
작동초등학교 · 
작전초등학교 · 
장도초등학교 · 
장수초등학교 · 
정각초등학교 · 
조동초등학교 · 
조산초등학교 · 
주안남초등학교 · 
주안남초등학교 승봉분교 · 
주안북초등학교 · 
주안초등학교 · 
주원초등학교 · 
중앙초등학교 · 
진산초등학교 • 
장서초등학교 • 

## 차
창신초등학교 · 
창영초등학교 · 
천마초등학교 · 
청라초등학교 · 
청량초등학교 · 
청천초등학교 · 
청학초등학교 · 
초은초등학교 · 
축현초등학교

## 하
하점초등학교 · 
하정초등학교 · 
학산초등학교 · 
학익초등학교 · 
한길초등학교 · 
한일초등학교 · 
함박초등학교 · 
합일초등학교 · 
해명초등학교 · 
해서초등학교 · 
해송초등학교 · 
화도초등학교 · 
화전초등학교 · 
효성남초등학교 · 
효성동초등학교 · 
효성서초등학교 · 
효성초등학교 · 
후정초등학교
 • 
하늘초등학교 • 
한빛초등학교 • 